# Jesús Valdés (pallavolista)
Jesús Valdés Loredo, all'anagrafe Jesus Valdemar Valdes Loredo (Monterrey, 5 ottobre 1990), è un pallavolista messicano.
Ha gareggiato con il Tigres UANL ai Campionati mondiali per club FIVB 2012. Ha giocato nella nazionale di pallavolo del Messico.